# Apogon multilineatus
Apogon multilineatus är en fiskart som först beskrevs av Bleeker, 1874.  Apogon multilineatus ingår i släktet Apogon och familjen Apogonidae. Inga underarter finns listade i Catalogue of Life.